# ألميره سيتي
نادي المير سيتي هو نادي كرة قدم هولندي، تأسس في عام 2001، ويلعب في دوري الدرجة الثانية الهولندي.